# Vzhodni rt
Vzhodni rt (angleško East Cape) je najbolj vzhodna točka Nove Zelandije. Nahaja se na severnem koncu Okrožja Gisborne na novozelandskem Severnem otoku. Nanaša se lahko tudi na širši rt Gisborne.
Vzhodni rt (ang. East Cape) je prvotno imenoval britanski raziskovalec James Cook na svoji odpravi med leti 1769 in 1779, takrat ga je poimenoval "rt Vzhod" (ang. Cape East). Je eden od štirih glavnih rtov, poleg Severnega rta, Zahodnega rta in Južnega rta.
Maritime Nova Zelandija upravlja na Vzhodnem rtu svetilnik, ki se nahaja na najbolj vzhodni točki rta. Majhni Vzhodni Otok / Whangaokeno poznan tudi pod imenom Motu o Kaiawa, se nahaja blizu obale.
Novozelandska Agencija za Prevoz je nadgradila Most Horoera leta 2017, s čimer je omogočila dostop avtodomom in drugim večjim vozilom do svetilnika na Vzhodnem rtu. Zamenjala je začasni Most Bailey, ki je bil postavljen leta 2015.

## Galerija
- Pogled iz Vzhodnega rta na Vzhodni Otok / Whangaokeno
- Vzhodni rt